# Achatiniculture
Élevage d'escargots géants, Achatiniculteur

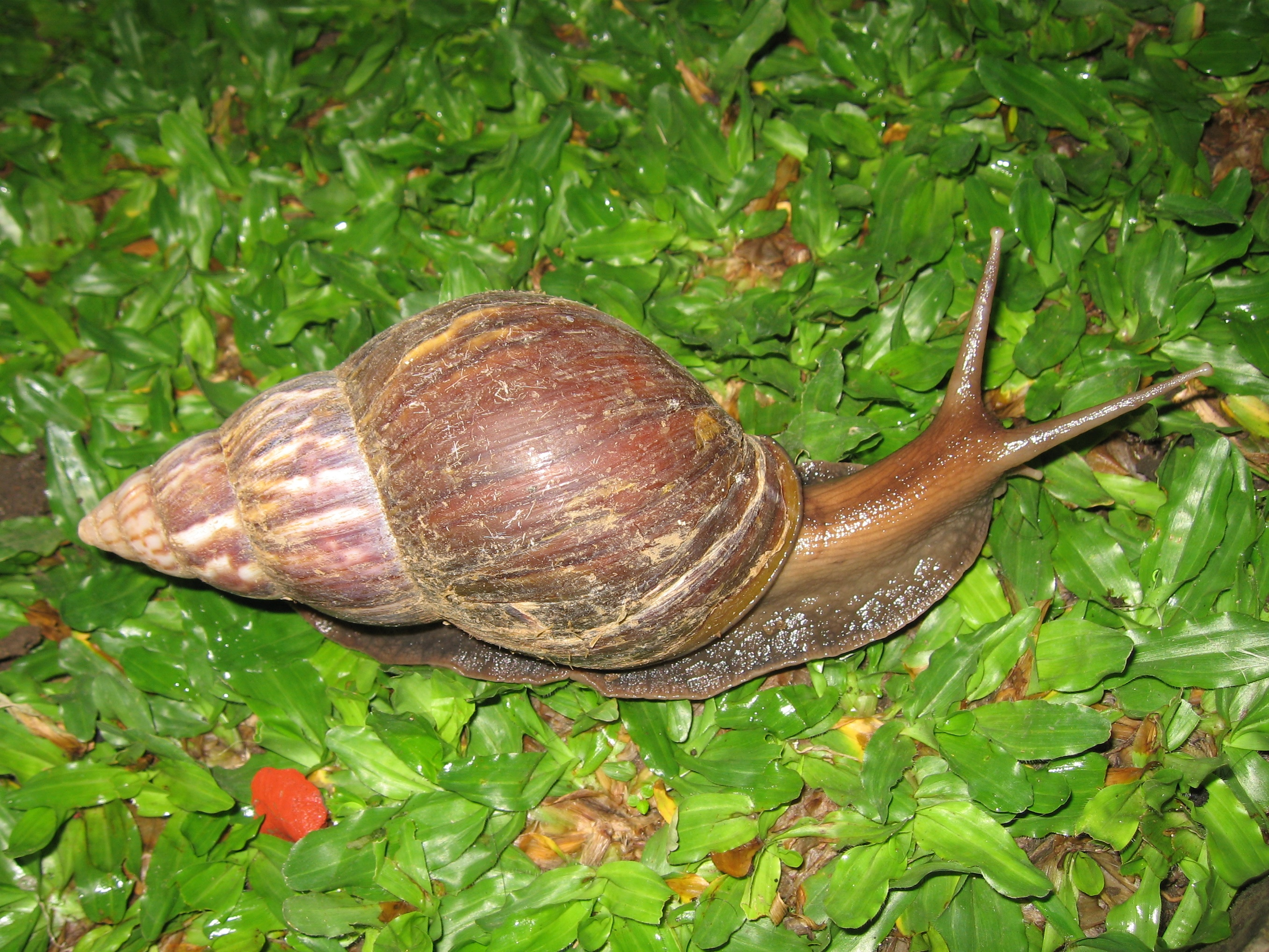
Achatina fulica à Ubud, à Bali (Indonésie).

L'achatiniculture ou élevage d'escargots géants désigne l'élevage d'escargots de la famille des Achatinidae (il s'agit d'une branche de l'héliciculture). Une personne qui pratique cette activité est un achatiniculteur. 

## Espèces
Les espèces élevées sont Archachatina degneri, A. marginata, Achatina achatina (en) et le fameux A. fulica. 

## Objectif et localisation principale
L'achatiniculture a pour objet principal la production de viande à destination de l'alimentation humaine et porcine. Ce mini-élevage se pratique surtout en Afrique de l'Ouest.